# Oïdium du rosier
L’oïdium du rosier, ou blanc du rosier, est une maladie cryptogamique à répartition cosmopolite due à une espèce de champignons ascomycètes, Podosphaera pannosa, qui affecte les rosiers (mais également d'autres espèces de Rosaceae dans le genre Prunus, et dans d'autres familles de plantes). Cette maladie se manifeste sous la forme d'une poudre blanchâtre qui apparaît surtout sur les jeunes pousses, d'où le nom de « blanc » qui lui est parfois donné.

## Symptômes
Les premiers symptômes de l'oïdium peuvent être des sortes de cloques rouges à la face supérieure des feuilles, suivies d'un feutrage blanc et pulvérulent sur toutes les parties aériennes. L'oïdium est parfois confondu avec le mildiou, qui apparaît sur la face inférieure des feuilles. Bien que la maladie puisse affecter n'importe quelle partie de la plante,  les premiers signes apparaissent généralement sur les tissus les plus jeunes et les plus tendres. Le champignon peut également infecter les fleurs, en particulier les sépales et les boutons floraux non éclos.
Lorsque le champignon a envahi la plante, les feuilles sont très abîmées, ce qui nuit à leur capacité de photosynthèse, et peut empêcher les boutons de rose de s’ouvrir correctement. Des infections graves réduisent la floraison, retardent la croissance des feuilles et provoquent leur chute prématurée, pouvant aller jusqu'à une défoliation totale.